# Pierangelo Sequeri
Pierangelo Sequeri, né à Milan le 26 décembre 1944, est un théologien et compositeur italien.

## Biographie
Né dans une famille de musiciens, il étudie le violon et la composition parallèlement à sa vocation religieuse. Il est ordonné prêtre le 28 juin 1968 pour l'archidiocèse de Milan et obtient un doctorat de théologie à l'Université pontificale grégorienne en 1972.
Après avoir enseigné au séminaire majeur de Milan, il devient professeur de théologie fondamentale à la Faculté de théologie de l'Italie du Nord (it) jusqu'en 2016, date à laquelle il est nommé recteur de l'Institut pontifical Jean-Paul II par le pape François. Il y entreprend de profondes réformes qui soulèvent des critiques de la part de certains catholiques conservateurs.
En 2019, il reçoit le titre honorifique de Chapelain de sa sainteté.
Le 6 juin 2021, il est nommé consulteur du synode des évêques, avec un autre évêque italien, Erio Castellucci et une théologienne laïque, Myriam Wijlens.
Il a été membre de la Commission théologique internationale de 2009 à 2019 et consulteur du Conseil pontifical pour la promotion de la nouvelle évangélisation.

## Musique
En 1977, il compose une pièce liturgique intitulée Symbolum '77 qui est souvent jouée au moment de la communion en Italie, depuis son approbation par la Conférence épiscopale italienne. Ses autres compositions principales sont le Quintette pour David (en mémoire de David Maria Turoldo), la sonate pour violon et piano Bethania, et la Jubilee Mass qui est enregistrée en Mondovision le 3 décembre 2000.
En 1985, il fonde un programme d'éducation musicale intitulé « Musicothérapie orchestrale », pour les enfants et les adolescents souffrant de handicap mental. La méthode consiste à apprendre aux jeunes musiciens un instrument pour les intégrer ensuite dans un orchestre de chambre ou un orchestre symphonique qui se produit en public.

## Publications
- L'idée de la foi : traité de théologie fondamentale (2002), Montrouge, Bayard, 2011[3].

- Il Dio affidabile. Saggio di teologia fondamentale, Queriniana, Brescia 2000, (1996);

Il a également publié de nombreux ouvrages de spiritualité et de musicologie, a longtemps contribué à l'Avvenire, et a collaboré avec L'Osservatore Romano.